# Map of the Soul: 7
Map of the Soul : 7 (abrégé MOTS:7) est le quatrième album studio en Coréen (et 9e au total) du groupe sud-coréen BTS. Il est sorti le 21 février 2020 chez Big Hit Entertainment.
Il s'agit de la deuxième partie et conclusion de la série Map Of The Soul entamée par le groupe en 2019 avec l'album Map Of the Soul: Persona.
À la suite de sa sortie, 7 clips pour 5 titres de l'album sont mis en ligne : Interlude : Shadow sorti le 9 janvier 2020, Black Swan Art Film sorti le 17 janvier 2020, Outro : Ego sorti le 2 février 2020, ON Kinetic Manifesto Film: Come Prima, le 21 février 2020, ON Official MV mis en ligne le 27 février 2020, Black Swan Official MV sorti le 4 mars 2020 et We are Bulletproof : The Eternal, sorti le 11 juin 2020 dans le cadre du Festa 2020.

## Liste des pistes
Cet album est composé de 19 titres différents et dont les 5 premiers figuraient déjà sur l'album précédent du groupe, Map Of the Soul : Persona, sorti le 12 avril 2019.
| No  | Titre                            | Auteur | Producteur(s)                    | Durée |
| --- | -------------------------------- | --- | -------------------------------- | ----- |
| 1.  | Intro: Persona (Solo de RM)      | Hiss noise, RM, Pdogg | Hiss noise                       | 2:54  |
| 2.  | Boy With Luv (Feat. Halsey)      | Pdogg, RM, Melanie Joy Fontana, Michel Linfgren Schulz, Hitman Bang (Bang Si-hyuk), Suga, Emily Weisband, J-Hope, Halsey                                                                                             | Pdogg                            | 3:49  |
| 3.  | Make It Right                    | Fred Gibson, Ed Sheeran, Benjy Gibson, Jo Hill, RM, Suga, J-Hope | Fred                             | 3:42  |
| 4.  | Jamais vu                        | Marcus McCoan, Owen Roberts, Matty Thomson, Max Lynedoch Graham, Camilla Anne Stewart, RM, J-Hope, Hitman Bang (Bang Si-hyuk)                                                                                        | Arcades, Bad Milk, Marcus McCoan | 3:46  |
| 5.  | Dionysus                         | Pdogg, J-Hope, Supreme Boi, RM, Suga, Roman Campolo | Pdogg                            | 4:08  |
| 6.  | Interlude: Shadow (Solo de Suga) | Suga, Ghstloop, El Capitxn, Pdogg, RM | Suga, Ghstloop, El Capitxn       | 4:20  |
| 7.  | Black Swan                       | Pdogg, RM, August Rigo, Vince Nantes, Clyde Kelly | Pdogg                            | 3:18  |
| 8.  | Filter (Solo de Jimin)           | Tom Wiklund, Hilda Stenmalm, Hitman Bang (Bang Si-hyuk), Lee Su Ran, Lutra, danke, Ahn Bok Jin, Fallin' Dild, Neon Boy, Bobby Jung                                                                                   | Tom Wiklund                      | 3:00  |
| 9.  | My time (Solo de Jungkook)       | Sleep Deez, RM, Jayrah Gibson, Pdogg, Printz Board, Richelle Alleyne, Jungkook | Sleep Deez, Pdogg                | 3:54  |
| 10. | Louder than bombs                | Troye Sivan, Bram Inscore, Allie X, Leland, RM, Suga, J-Hope | Bram Inscore                     | 3:37  |
| 11. | ON                               | Pdoog, RM, August Rigo, Melanie Joy Fontana, Michel Lindgren Schulz, Suga, J-Hope, Antonina Armato, Krysta Youngs, Julia Ross                                                                                        | Pdoog                            | 4:06  |
| 12. | UGH!                             | Supreme Boi, Suga, RM, Hiss noise, J-Hope, icecream drum | Supreme Boi                      | 3:45  |
| 13. | 00:00 (Zero O'Clock)             | Pdogg, RM, Jessie Lauryn Foutz, Antonina Armato | Pdogg                            | 3:10  |
| 14. | Inner Child (Solo de V)          | RM, Matt Thomson, Max Lynedoch Graham, Ryan Lawrie, Ellis Miah, Adien Lewis, Pdogg, V, James F.Reynolds | Arcades                          | 3:53  |
| 15. | Friends                          | Pdogg, Supreme Boi, Jimin, Adora, Martin Sjølie, Stella Jang | Pdogg, Jimin                     | 3:19  |
| 16. | Moon (Solo de Jin)               | Slow Rabbit, RM, Jin, Adora, Jordan DJ Swivel Young, Candace Nicole Sosa, Daniel Caesar, Ludwig Lindell | Slow Rabbit                      | 3:29  |
| 17. | Respect                          | Hiss noise, Suga, RM, El Capitxn | Hiss noise, Suga, El Capitxn     | 3:58  |
| 18. | We are Bulletproof: the Eternal  | Audien, RM, Etta Zelmani, Cazzi Opeia, Ellen Berg, Will Tanner, Gusten Dahlqvist, Jordan DJ Swivel Young, Candace Nicole Sosa, Suga, J-Hope, Elohim, Antonina Armato, Alexander magnus Karlsson, Alexei Viktorovitch | Audien                           | 4:22  |
| 19. | Outro: Ego (Solo de J-Hope)      | J-Hope, Hiss noice, Supreme Boi | Hiss noice                       | 3:16  |

## Classements
Dès sa première semaine de sortie, l'album s'est classé à la première place du Top Albums du SNEP avec un total de 23 502 équivalents vente.
Aux États-Unis, Map of the Soul: 7 a fait ses débuts au sommet du Billboard 200 américain avec 422 000 unités équivalentes à un album, dont 347 000 ventes d'albums purs, devenant le quatrième album numéro un de BTS dans le pays et les chiffres les plus élevés de la première semaine des albums de BTS aux États-Unis à ce jour.
En Corée du Sud, l'album a fait ses débuts au sommet du Gaon Album Chart, donnant à BTS son treizième numéro un. L'album s'est vendu à plus de 2,65 millions d'exemplaires au cours de ses six premières heures et à 3,37 millions d'exemplaires record au cours de sa première semaine, réalisant les ventes les plus élevées de la première semaine de l'histoire de Hanteo Chart et dépassant leur précédent record de 2,13 millions d'exemplaires avec Map of the Soul. : Persona ; il a dépassé les dix-neuf albums les plus vendus de 2020 combinés,.
Au Japon, l'album est devenu le cinquième numéro un du groupe, se vendant à plus de 370 000 exemplaires la semaine de sa sortie. Il a été certifié Platine par la Recording Industry Association of Japan en février 2020, indiquant 250 000 expéditions.

## Ventes et Certifications
| Pays              | Ventes       | Certification(s)                                    |
| France SNEP       | + de 100 000 | SNEP: Platine                                       |
| États-Unis RIAA   | 1 000 000    | RIAA: Platine                                       |
| Corée du Sud Gaon | 4 000 000    | Gaon: 16 × Platine (4 fois Certification "Million") |